# Alive in Athens
Alive in Athens es un álbum en vivo de la banda de thrash metal estadounidense Iced Earth. Fue grabado durante las noches del 23 de enero y del 24 de enero de 1999 frente a aproximadamente 2000 personas (en las dos noches), en el Club de Rodón en Atenas, Grecia. El concierto pertenece a la gira de apoyo al álbum Something Wicked This Way Comes. Se dirigió a un solo DVD, puesto en venta en octubre del 2006. El álbum cuenta con el regreso del baterista Brent Smedley, que no participó en la grabación del anterior álbum de la banda.
Al terminar la canción «Violate», la banda toca el riff de apertura de «The Trooper» de Iron Maiden.
El tema «Colors» se tocó también en este concierto, pero no fue incluido en el CD debido a una remezcla de lista de canciones. Sin embargo, se incluye en la reedición de The Melancholy EP.
También existe una versión en vinilo, con las mismas canciones que la versión de 3 CD. Fue lanzada en 1999 y contenía 5 Picture LP. El arte gráfico que contienen corresponde a Alive in Athens, Night of The Stormrider, Dark Saga, Days of Purgatory y Something Wicked This Way Comes. Venía originalmente con un cartel de Alive in Athens firmado por Jon Schaffer.
En el 2008, Century Media reeditó la versión original de tres CD en una versión limitada mini-LP. Incluía «Colors» como una pista adicional en el disco 2.

## Canciones[3][2]

### Disco uno
| N.º | Título                     | Letras                    | Música                    | Duración |  |
| 1.  | «Burning Times»            | Matt Barlow, Jon Schaffer | Barlow, Schaffer          | 4:06     |  |
| 2.  | «Vengeance Is Mine»        | Barlow                    | Randall Shawver, Schaffer | 4:42     |  |
| 3.  | «Pure Evil»                | Schaffer                  | Shawver, Schaffer         | 6:32     |  |
| 4.  | «My Own Savior»            | Barlow                    | Schaffer, Jim Morris      | 3:42     |  |
| 5.  | «Melancholy (Holy Martyr)» | Schaffer                  | Schaffer                  | 4:55     |  |
| 6.  | «Dante's Inferno»          | Schaffer                  | Schaffer                  | 16:23    |  |
| 7.  | «The Hunter»               | Schaffer                  | Schaffer                  | 4:09     |  |
| 8.  | «Travel in Stygian»        | Schaffer                  | Schaffer                  | 9:02     |  |
| 9.  | «Slave to the Dark»        | Schaffer                  | Schaffer                  | 3:52     |  |
| 10. | «A Question of Heaven»     | Schaffer                  | Schaffer                  | 8:17     |  |

### Disco dos
| N.º | Título                 | Letras   | Música            | Duración |  |
| 1.  | «Dark Saga»            | Schaffer | Schaffer          | 4:02     |  |
| 2.  | «The Last Laugh»       | Barlow   | Shawver, Schaffer | 4:38     |  |
| 3.  | «Last December»        | Schaffer | Schaffer          | 3:37     |  |
| 4.  | «Watching Over Me»     | Schaffer | Schaffer          | 4:53     |  |
| 5.  | «Angels Holocaust»     | Schaffer | Schaffer          | 4:31     |  |
| 6.  | «Stormrider»           | Schaffer | Shawver, Schaffer | 4:50     |  |
| 7.  | «The Path I Choose»    | Schaffer | Shawver, Schaffer | 5:44     |  |
| 8.  | «I Died for You»       | Schaffer | Schaffer          | 4:44     |  |
| 9.  | «Prophecy»             | Schaffer | Schaffer          | 6:10     |  |
| 10. | «Birth of the Wicked»  | Schaffer | Schaffer          | 5:42     |  |
| 11. | «The Coming Curse»     | Schaffer | Schaffer          | 8:56     |  |
| 12. | «Iced Earth»           | Schaffer | Schaffer          | 6:58     |  |
| 13. | «Colors» (Bonus track) | Schaffer | Shawver, Schaffer | 5:13     |  |

### Disco tres
| N.º | Título                 | Letras           | Música                        | Duración |  |
| 1.  | «Stand Alone»          | Barlow, Schaffer | Barlow, Schaffer              | 3:30     |  |
| 2.  | «Cast in Stone»        | Barlow           | Shawver, Schaffer, Dave Abell | 6:02     |  |
| 3.  | «Desert Rain»          | Schaffer         | Schaffer, Abell               | 7:19     |  |
| 4.  | «Brainwashed»          | Schaffer         | Shawver, Schaffer             | 5:12     |  |
| 5.  | «Disciples of the Lie» | Schaffer         | Schaffer                      | 4:11     |  |
| 6.  | «When the Night Falls» | Schaffer         | Schaffer                      | 7:47     |  |
| 7.  | «Diary»                | Barlow           | Shawver, Schaffer, Abell      | 5:52     |  |
| 8.  | «Blessed Are You»      | Schaffer         | Schaffer                      | 5:46     |  |
| 9.  | «Violate»              | Schaffer         | Schaffer                      | 3:53     |  |

## DVD[3]
El 30 de octubre de 2006 Century Media publicó una versión en DVD con material en vivo del concierto.
Poco antes de que el DVD fuera lanzado públicamente, el guitarrista de Iced Earth y fundador Jon Schaffer ofreció una declaración en la que expresó su insatisfacción con Century Media (con el que Iced Earth ya no estaba firmado en el momento). Una porción de esta declaración dice lo siguiente:
En inglés:

I want you all to be aware of what it is that they Century Media are releasing. This is a very low-budget, badly edited video of an amazing concert and an awesome period in the history of Iced Earth. They promised me that they are going to keep the price down and that they are not going to market it as something it's not. But I feel it's my responsibility to let you know the reality of the situation.

En español:

Quiero que todos sean conscientes de lo que Century Media esta lanzando. Este es un video de bajo presupuesto y mal editado de un concierto increíble y de un periodo asombroso en la historia de Iced Earth. Me prometieron que se va a mantener el precio bajo y que no se va a comercializar como algo que no es. Pero siento que es mi responsabilidad hacerles saber la realidad de la situación.

Schaffer, sin embargo, no fue tan lejos como para llamar a un boicot del producto, diciendo: 
En inglés:

The decision to purchase the 'Alive in Athens' DVD is up to you. I just want you to be aware of what it is you're getting should you choose to do so.

En español:

La decisión de comprar 'Alive in Atenas' DVD depende de ti. Sólo quiero que usted sea consciente de lo que se está consiguiendo, si decides hacerlo.

El orden de las canciones no es idéntico al que aparece en la versión del álbum. Algunas canciones también están desaparecidos, entre ellos "Slave to the Dark", "A Question of Heaven", y "Iced Earth". "Colors" fue interpretado en este concierto también, pero no fue incluido en el CD o DVD debido a una confusión lista de canciones. Sin embargo, se incluye en The Melancholy EP y el relanzamiento en 2008 de Alive, en Atenas.

### Vídeos
| N.º | Título                     | Letras       | Música                                    | Duración |  |
| 1.  | «Intro»                    |              | Instrumental                              | 1:53     |  |
| 2.  | «Burning Times»            | Matt Barlow  | Jon Schaffer                              | 3:32     |  |
| 3.  | «Vengeance is Mine»        | Matt Barlow  | Jon Schaffer, Randall Shawver             | 2:13     |  |
| 4.  | «Dark Saga»                | Jon Schaffer | Jon Schaffer                              | 3:30     |  |
| 5.  | «The Last Laugh»           | Matt Barlow  | Jon Schaffer, Randall Shawver             | 4:16     |  |
| 6.  | «Cast in Stone»            | Matt Barlow  | Jon Schaffer, Randall Shawver             | 5:53     |  |
| 7.  | «Last December»            | Jon Schaffer | Jon Schaffer                              | 3:29     |  |
| 8.  | «Pure Evil»                | Jon Schaffer | Jon Schaffer, Randall Shawver             | 6:16     |  |
| 9.  | «Desert Rain»              | Jon Schaffer | Jon Schaffer, Dave Abell                  | 6:29     |  |
| 10. | «Dante's Inferno»          | Jon Schaffer | Jon Schaffer                              | 16:20    |  |
| 11. | «The Hunter»               | Jon Schaffer | Jon Schaffer                              | 3:59     |  |
| 12. | «Melancholy (Holy Martyr)» | Jon Schaffer | Jon Schaffer                              | 5:04     |  |
| 13. | «Angels Holocaust»         | Jon Schaffer | Jon Schaffer                              | 4:39     |  |
| 14. | «Stormrider»               | Jon Schaffer | Jon Schaffer, Randall Shawver             | 4:45     |  |
| 15. | «The Path I Choose»        | Jon Schaffer | Jon Schaffer, Randall Shawver             | 5:39     |  |
| 16. | «Watching Over Me»         | Jon Schaffer | Jon Schaffer                              | 4:53     |  |
| 17. | «Diary»                    | Matt Barlow  | Jon Schaffer, Randall Shawver, Dave Abell | 5:52     |  |
| 18. | «Blessed Are You»          | Jon Schaffer | Jon Schaffer                              | 5:46     |  |
| 19. | «When the Night Falls»     | Jon Schaffer | Jon Schaffer                              | 7:47     |  |
| 20. | «My Own Savior»            | Matt Barlow  | Jon Schaffer, Jim Morris                  | 3:42     |  |
| 21. | «Travel in Stygian»        | Jon Schaffer | Jon Schaffer                              | 9:02     |  |
| 22. | «Violate»                  | Jon Schaffer | Jon Schaffer                              | 3:53     |  |
| 23. | «Stand Alone»              | Matt Barlow  | Jon Schaffer                              | 3:30     |  |
| 24. | «Brainwashed»              | Jon Schaffer | Jon Schaffer, Randall Shawver             | 5:12     |  |
| 25. | «Disciples of the Lie»     | Jon Schaffer | Jon Schaffer                              | 4:11     |  |
| 26. | «I Died for You»           | Jon Schaffer | Jon Schaffer                              | 3:47     |  |
| 27. | «Prophecy»                 | Jon Schaffer | Jon Schaffer                              | 6:10     |  |
| 28. | «Birth of the Wicked»      | Jon Schaffer | Jon Schaffer                              | 5:42     |  |
| 29. | «The Coming Curse»         | Jon Schaffer | Jon Schaffer                              | 8:56     |  |
| 30. | «Epilogue»                 |              |                                           |          |  |

### Material adicional
- Iced Earth Backstage
- Jon Schaffer en Atenas

## Personal
| Iced Earth - Jon Schaffer — Guitarra rítmica, canto - Matthew Barlow — voz principal - James MacDonough — Bajo - Larry Tarnowski — Guitarra principal Artistas invitados - Rick Risberg — Teclado - Brent Smedley — Batería | Producción - Jim Morris — Productor, mexclador - Axel Hermann — Arte - Danny Miki — Arte - Travis Smith — Arte - Chris Kissadjekian — Fotografía - Matthias Grünewald — editor |